# Augustin Schramm
Augustin Schramm (2. března 1907, Liberec – 27. května 1948, Praha) byl sudetský Němec, komunistický funkcionář a agent NKVD. Ve 30. letech 20. století byl členem Ústředního výboru KSČ. Jako mladý komunista uprchl roku 1938 do Sovětského svazu, odkud poté jako major organizoval parašutistické výsadky řízené NKVD a vysílané na území bývalého Československa, zejména na Slovensko. Po válce se stal vedoucím oddělení pro otázky odbojového a partyzánského hnutí na ÚV KSČ a později na ministerstvu národní obrany. Je také pravděpodobné, že působil jako spojka mezi NKVD a StB.
Schramm je často obviňován z účasti na smrti ministra zahraničí Jana Masaryka 10. března 1948, předpokládá se, že Masaryk spadl (nebo byl shozen) z římsy své pracovny v přímé souvislosti s návštěvou partyzánského komanda, které vedl právě Schramm. O dva a půl měsíce později byl Schramm neznámým pachatelem zastřelen ze samopalu (za vraždu, pravděpodobně inscenovanou StB, byl odsouzen studentský vůdce Miloslav Choc, trest smrti byl bezprostředně vykonán, dnes je částečně rehabilitován), možným důvodem bylo to, že Schramm věděl příliš mnoho a byl odstraněn, aby nikdy nemohl promluvit o Masarykově smrti. Vyšetřovatelé Úřadu dokumentace a vyšetřování zločinů komunismu získali několik svědectví toto tvrzení podporujících, mimo jiné od Karla Daníčka a Františka Munzara z Liberce, kteří byli svědky toho, že to tvrdil Schrammův otec i bratr. Z vraždy Augustina Schramma byli obviněni dva zřejmě nevinní mladí lidé (příznivci Jana Masaryka, Edvarda Beneše a dr. Milady Horákové) a ve zinscenovaném procesu byli odsouzeni a později popraveni, další lidé byli odsouzeni k pobytu ve vězení. Schramm sám byl předlistopadovým režimem oslavován jako mučedník komunismu (nikoliv zločinů komunismu, ale jako komunista – oběť "reakčních piklů").